# Armada de la República de China
La Armada de la República China (中華民國海軍; pinyin: Zhōnghuá Mínguó Hǎijūn) es la rama naval de las Fuerzas Armadas de la República de China (Taiwán). La Armada de China tiene como principal misión defender el territorio marítimo de la República de China  (Taiwán) de ataques marítimos, ataques aéreos o una posible invasión por parte de la República Popular de China. 

## Introducción
Sus tareas incluyen patrullas en el estrecho de Taiwán y vigilancia de las aguas territoriales en tiempo de paz y en tiempos de guerra operaciones de contraataques y contra-invasión. La Armada de la República de China también incluye el Cuerpo de Infantería de Marina de la República de China. El prefijo de los buques de la Armada es ROCS (en inglés: Republic of China Ship) en español Buque de la República de China, también se usaba antes el prefijo CNS (en inglés: Chinese Navy Ship) en español: Buques de la Armada de China.

## Historia

### 1911-1949
En 1911, la isla de Formosa (Taiwán), estaba bajo el control de los imperialistas japoneses, siendo la Armada Imperial Japonesa, la responsable de defender las aguas territoriales de Taiwán y Penghu. El precursor de la moderna Armada de la República de China fue establecido como el Ministerio de la Marina, en el Gobierno Provisional de la República de China en 1911, tras el derrocamiento de la dinastía Qing. Liu Guanxiong, un antiguo almirante de la dinastía Qing, se convirtió en el primer ministro de Marina de la República de China. Durante el período de los señores de la guerra que asoló a China en las décadas de 1920 y 1930, la Armada china permaneció leal al gobierno del partido Kuomintang del Padre de la Patria Sun Yat-sen, en lugar del gobierno de Beijing, que cayó en manos del gobierno nacionalista en la expedición del norte (1926-1927) dirigida por el Generalísimo Jiang Jieshi y en la guerra civil del KMT contra el Partido Comunista de China (PCCh) y la segunda guerra sino-japonesa, una guerra y agresión imperialista japonesa, que tuvo lugar entre los años 1937 y 1945. Durante ese tiempo y durante la Segunda Guerra Mundial, la Armada China se concentró principalmente en la guerra fluvial, ya que la Armada China estaba mal equipada y no era rival para la Armada Imperial Japonesa en el océano y en las costas. Tras la Segunda Guerra Mundial, varios destructores japoneses y barcos estadounidenses fueron desmantelados y transferidos a la Armada de la República de China (ARC). Después de la Segunda Guerra Mundial, el 25 de octubre de 1945, la jurisdicción de Taiwán y Penghu fue transferida a la República de China y la ARC inició sus operaciones en ese territorio. Durante la guerra civil china, la República de China participó en la protección de los convoyes de suministros y en la retirada del gobierno de la República de China y de más de un millón de refugiados a la isla de Taiwán (la antigua Formosa) en 1949. En la letra de la canción de la Armada de la República de China "The New Navy" (新海軍), se hace referencia a la reorganización y el restablecimiento de la Armada China, después de la evacuación a Taiwán en 1949.

### Desde 1949
Tras la reubicación del gobierno de la República de China en Taiwán, la República de China participó en una serie de escoltas de ataques de comandos, evacuación y transporte de más soldados desplazados, más tarde, proporcionó patrullas y operaciones de reabastecimiento a las islas de Kinmen (Quemoy) e Islas Matsu en el Estrecho de Taiwán y en alta mar en el Mar de la China Meridional y en las Islas Pescadores. Desde la década de 1990, la importancia de la Armada taiwanesa ha crecido a medida que el énfasis de la doctrina militar de la República de China (ROC) avanzaba hacia contrarrestar un posible bloqueo naval de la República Popular China (RPC), así como un compromiso en alta mar. Desde 2004, la ARC había estado trabajando arduamente para ampliar su capacidad en materia de guerra electrónica y guerra antisubmarina, así como para reemplazar a los buques de guerra y buques de apoyo anticuados. Si bien durante muchos años la ARC operó embarcaciones de segunda mano y de diseño extranjero, en los últimos años ha estado operando un mayor número de plataformas, sensores y armas autóctonas, muchas de ellas fabricadas por el Instituto Nacional Chung-Shan de Ciencia y Tecnología.

## Organización
- Cuartel General de la Armada (海軍總司令部)

La Armada está subordinada al Estado Mayor General, el Ministerio de Defensa y el presidente de la República de China.
- Unidades Internas: Personal, Entrenamiento de combate, Logística, Planeación, Sistemas de combate, Asuntos Generales, Contralador, Inspector General y guerra política.
- Mando de la Flota de la Armada (艦隊司令部)

- 124.ª Flota: Tsoying, Kaohsiung
- 131.ª Flota: Keelung, provincia de Taiwán
- 146.ª Flota: Makung, Penghu, provincia de Taiwán
- Flota Anfibia (151.ª Flota), Tsoying, Kaohsiung
- 168.ª Flota: Suao, Condado de Yilan, provincia de Taiwán
- 192.ª Flota (Flota de minadores): Tsoying, Kaohsiung
- 256.º Escuadrón de Submarinos: Tsoying
- 261.º Escuadrón
- Hai Chiao (Dragón Marino) Buques misileros guiados/Grupo de lanchas (海蛟大隊)

1.º Buques misileros guiadas/Grupo de lanchas Hai Chiao con 10 Patrulleros Clase Dvora
2.º Buques misileros guiadas/Grupo de lanchas Hai Chiao con 10 Patrulleros Clase Dvora
3.º Buques misileros guiadas/Grupo de lanchas Hai Chiao con 10 Patrulleros Clase Dvora
4.º Buques misileros guiadas/Grupo de lanchas Hai Chiao con 10 Patrulleros Clase Dvora
5.º Buques misileros guiadas/Grupo de lanchas Hai Chiao con 10 Misileras Clase Kuang Hua VI
- Grupo de misiles antibuque Hai Feng (海鋒大隊), opera 6 baterías fija/móviles con misiles antibuques HF-2.

- 7.º Escuadrón de misiles antibuques Hai Feng (海鋒大隊第七中隊), Haulien, este de Taiwán.

- Mando de Aviación Naval (opera en las bases aéreas de: Pingtung, Tsoying, Hualien y en Taoyuan)

- Mando de aviación naval, base aérea de Taoyuan, recibirá 12 P-3C.
- 1.º Grupo de Aviación ASW

- 133.º Escuadrón: S-2T, en Pingtung.
- 134.º Squadron: S-2T, en Pingtung.

- 2.º Grupo de Aviación ASW

- 701.º Escuadrón de Helicópteros (Ligero), S-70C(M)-1, en Hualien.
- 702.º Escuadrón de Helicópteros (Ligero), S-70C(M)-2, en Tsoying.
- 501.º Escuadrón de Helicópteros (Ligero), 500MD ASW, en Tsoying.

- Grupo de Mantenimiento

- 1.º Escuadrón de Mantenimiento (Pingtung)
- 2.º Escuadrón de Mantenimiento (Tsoying)
- 3.º Escuadrón de Mantenimiento (Hualien)

- Mando del Cuerpo de Infantería de Marina (陸戰隊司令部)
- Mando de educación, entrenamiento y doctrina(教育訓練暨準則發展司令部)
- Mando logístico (後勤司令部)
- Academia Naval, Centro Hidrográfico y Oceanografía, centro de astilleros, sistemas de comunicación y servicios generales.

Fuentes:

## Proyectos futuros
La Armada de Taiwán está involucrada de pleno en varios proyectos de construcción local de buques. Se han lanzado proyectos para un nuevo buque LPD de asalto anfibio, buques catamarán de alta velocidad para colocación de minas  y corbetas clase Tuo Jian. La Armada actualmente tiene en marcha doce proyectos de construcción de buques de guerra, cuyo fin es demostrar a China la decisión de Taiwán por mantener su autonomía en el área de defensa. Adicionalmente la Armada aspira a construir de seis a ocho destructores Aegis para reemplazar sus destructores clase Kidd, algo que fue bloqueado en el pasado por EE. UU. debido a no encajar en una estrategia coherente de defensa.

### Submarinos
Taiwán dispone de dos viejos submarinos clase Hai-Shih (clase Tench de la Segunda Guerra Mundial modernizados), que sirven como buques de entrenamiento, y dos clase Chien Lung ( clase Zwaardvis), que están siendo modernizados. Se quiere desarrollar un submarino propio (Indigenous Design Submarine), pero se carece de las tecnologías y experiencia necesarias. La ayuda de EE. UU. es fundamental.
Este sea probablemente el programa más importante de cara a dar credibilidad militar a Taiwán. A los hasta 8 nuevos submarinos se uniría la modernización que se está llevando a cabo de los dos submarinos clase Chien Lung. EE. UU. está dando apoyo en sistemas de sonar, sistemas de combate y periscopios suministrados por Lockheed Martin y  General Dynamics. Localmente CSBC (China Shipbuilding Corporation) se encarga del proyecto. Dadas las dificultades de un proyecto así será interesante ver los progresos de este programa, en el cual se supone que además de EE. UU. otros países están colaborando de forma no oficial.

### Buques de superficie
La Armada está incorporando al servicio las corbetas de la Clase Tuo Chiang. Son buques diseñados y fabricados en Taiwán,  con una velocidad máxima de 40 nudos y desplazamiento de 685 toneladas. Están diseñados para atacar una flota invasora, para ello están fuertemente armados:  misiles de defensa aérea Sea Sword II, misiles antibuque Hsiung Feng II y Hsiung Feng III, un cañón de 76 mm. y sistema de defensa de proximidad Phalanx. Se estima que Taiwán podría comprar hasta 11 corbetas.
La Armada también está incorporando al servicio una nueva clase de buque minador. La clase Min Jiangha sido desarrollado íntegramente en Taiwán y cuenta con un sistema automático de colocación de minas desarrollado por el Instituto Nacional de Ciencia y Tecnología. Esta automatización busca reducir costes operativos, tripulantes y aumentar el máximo la carga de armamento y velocidad. Estos pequeños buques de 400 toneladas se cree que en caso de guerra operarán cerca de la costa, tendiendo campos de minas que dificulten las operaciones anfibias.
El diseño de las corbetas es interesante, ya que cuentan con una forma de casco de catamarán que perfora las olas, propulsión por chorro de agua y un diseño de sección transversal de radar baja (RCS). Taiwán les asignará la responsabilidad de las misiones de seguridad marítima de menor intensidad que actualmente realizan destructores y fragatas. Esto permitirá un ahorro de costes y a la vez confirma los avances en la estrategia de contraataque asimétrico asequible.

### Defensa costera
Taiwán ha comprado drones que emplearía para detectar objetivos para los misiles antibuque Harpoon  disparados por los 100 lanzadores montados en camiones y los aproximadamente 200 F-16V. Además se cuenta con cientos de misiles antibuque de fabricación local, incluidos los misiles antibuque Hsiung Feng II y Hsiung Feng III. Para derrotar a una flota invasora Taiwán cree que haría falta hundir la mitad de los barcos atacantes, lo que requeriría un arsenal de no menos de 1.200 misiles antibuque.

### Aviones de patrulla marítima
En 2007 Taiwán compró 12 aviones Lockheed P-3 Orion para reemplazar sus ya obsoletos aviones S-2T antisubmarinos. La compra buscaba mejorar las capacidades de patrulla marítima y combate antisubmarino en la defensa de Taiwán. Las nuevas aeronaves están capacitadas además para detectar una flota invasora, atacarla y designar blancos a otras plataformas.

### Buques anfibios
La Armada ha encargado un total de cuatro buques LPD diseñados y construidos en Taiwán para reemplazar a sus buques Ex-US Navy. Son buques con un desplazamiento a plena carga de 10.600 toneladas y cuya misión principal será realizar misiones de combate anfibio y servir como hospital de campaña móvil marítimo, incluido en este caso el socorro humanitario en catástrofes en Taiwán y extranjero.